# Витория (Эспириту-Санту)
Витория (порт. Vitória) — муниципалитет в Бразилии, входит в штат Эспириту-Санту. Составная часть мезорегиона Центр штата Эспириту-Санту. Находится в составе крупной городской агломерации . Входит в экономико-статистический микрорегион Витория. Население составляет 314 042 человека на 2007 год. Занимает площадь 93,381 км². Плотность населения — 3 363 чел./км².

## История
Город основан 8 сентября 1551 года.

## Статистика
- Валовой внутренний продукт на 2005 год составляет 14 993 650 mil реалов (данные: Бразильский институт географии и статистики).
- Валовой внутренний продукт на душу населения на 2005 год составляет 47 855,00 реалов (данные: Бразильский институт географии и статистики).
- Индекс развития человеческого потенциала на 2000 год составляет 0,856 ▲ (данные: Программа развития ООН).

## География
Климат местности: тропический. В соответствии с классификацией Кёппена, климат относится к категории Aw.

## Галерея

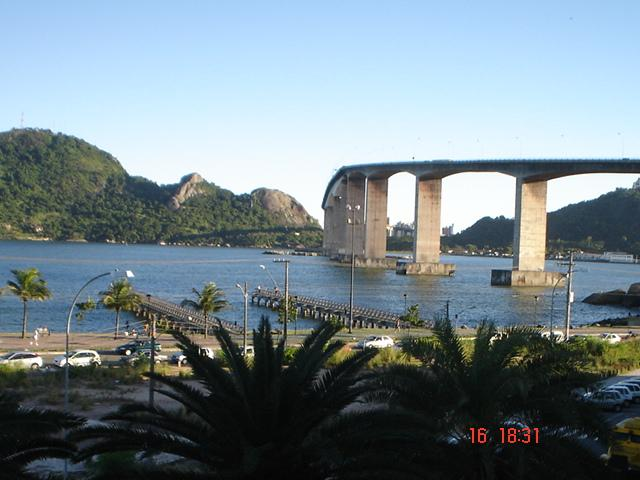
Мост
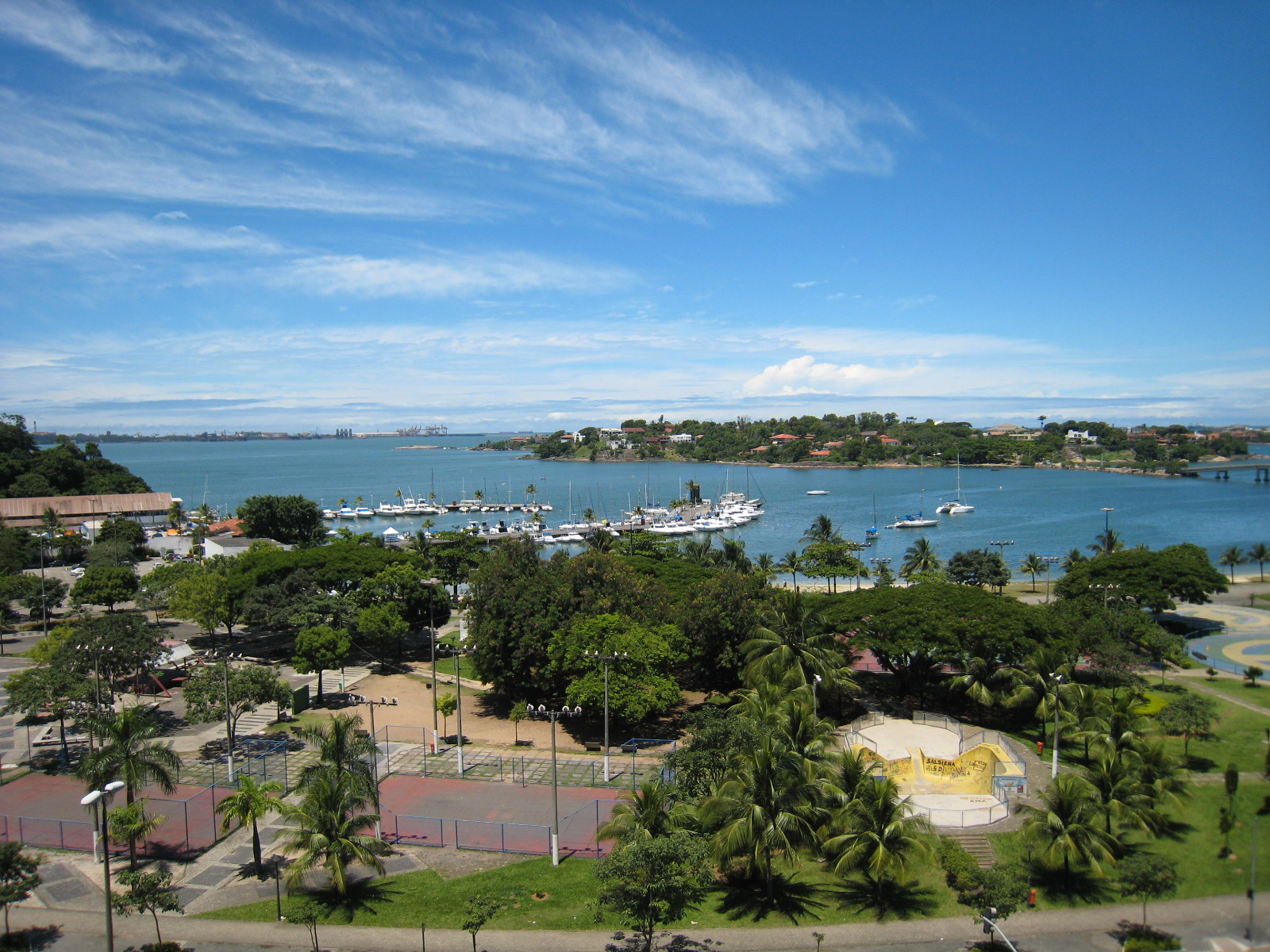
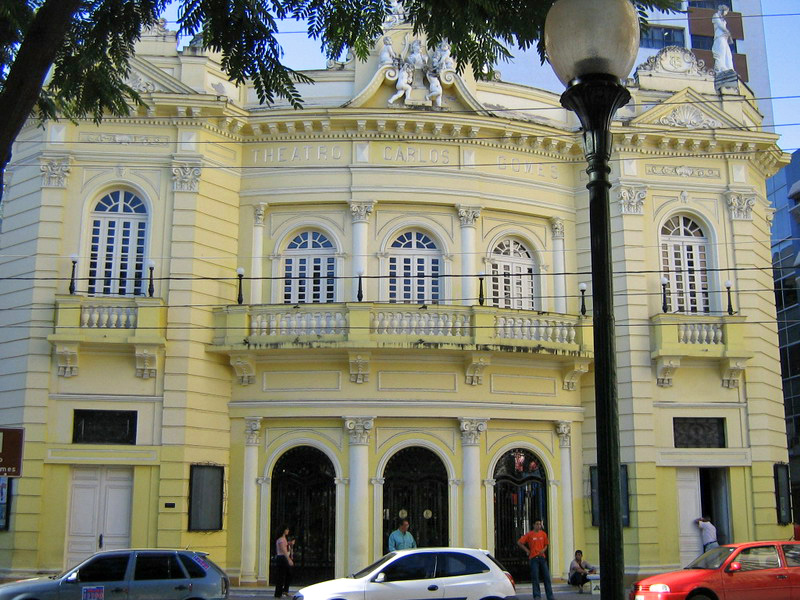
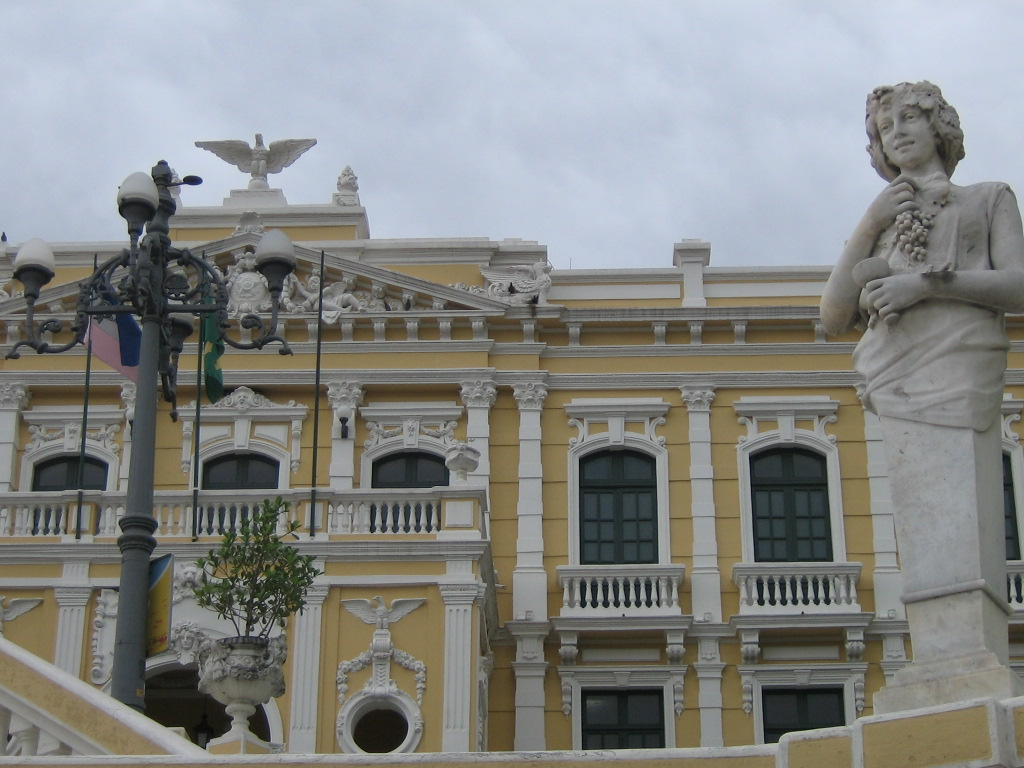
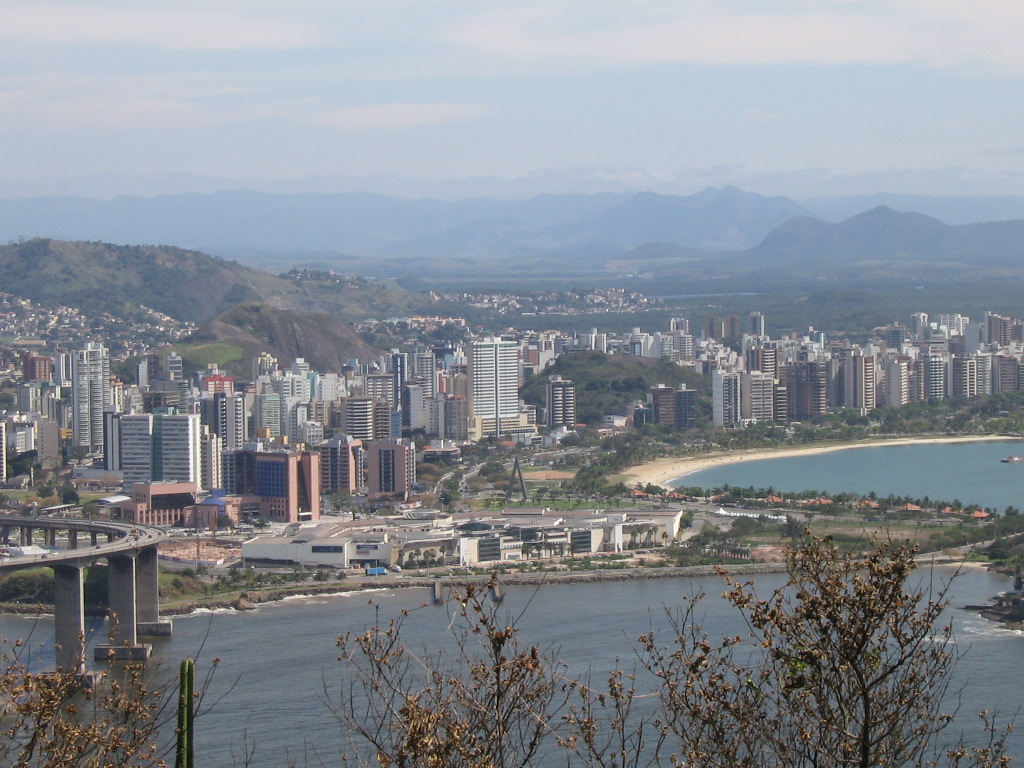
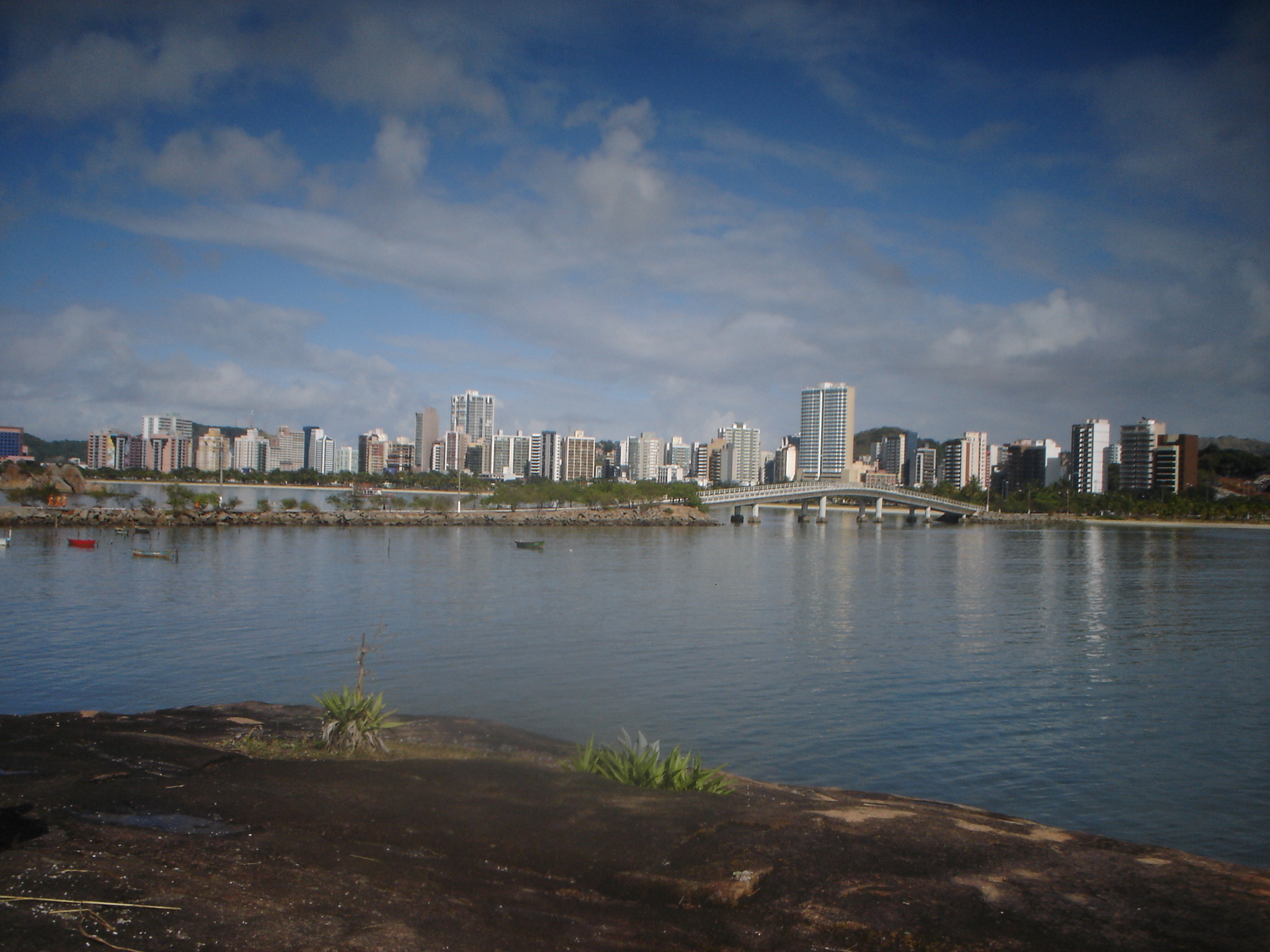
Мост
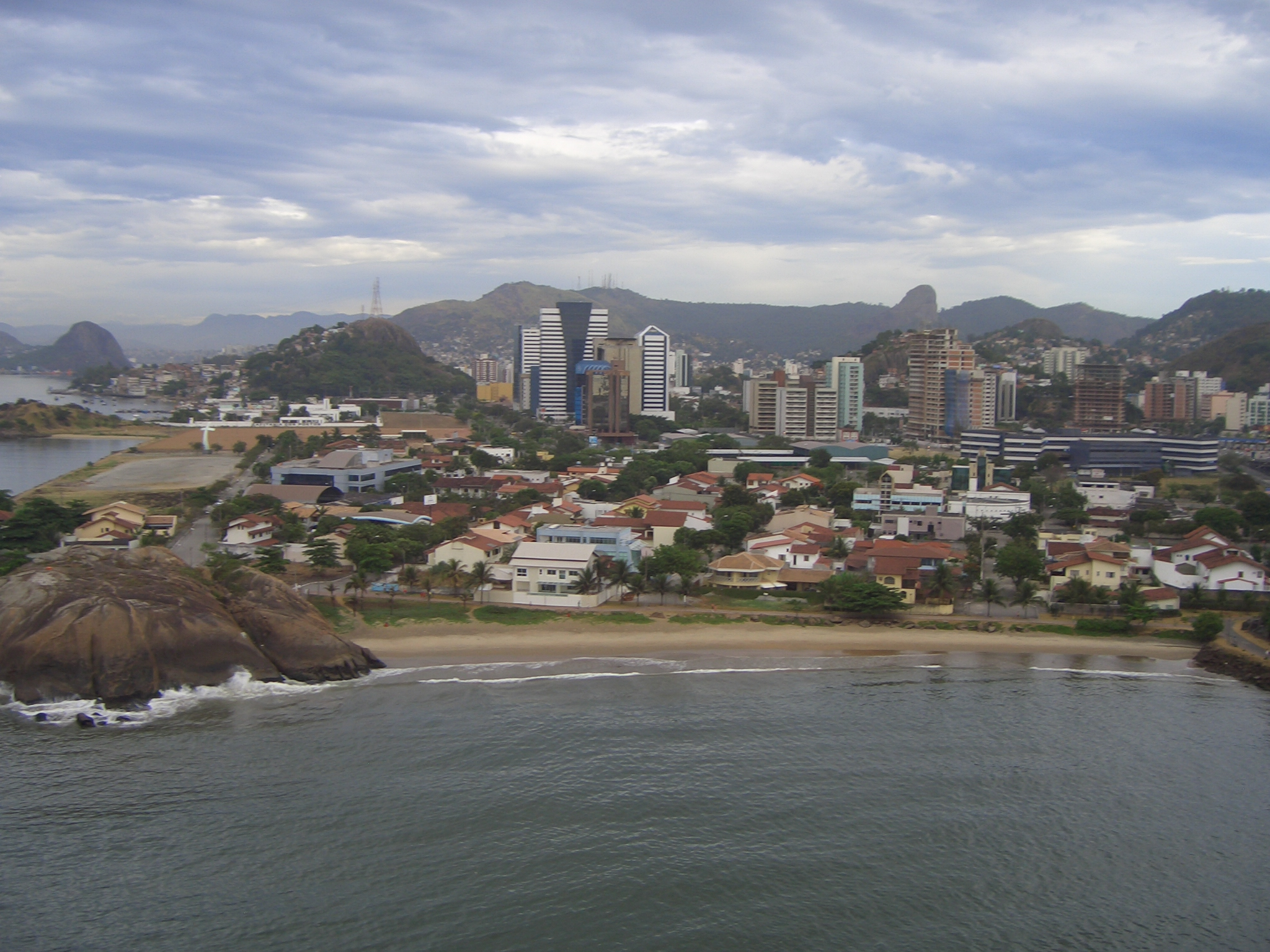
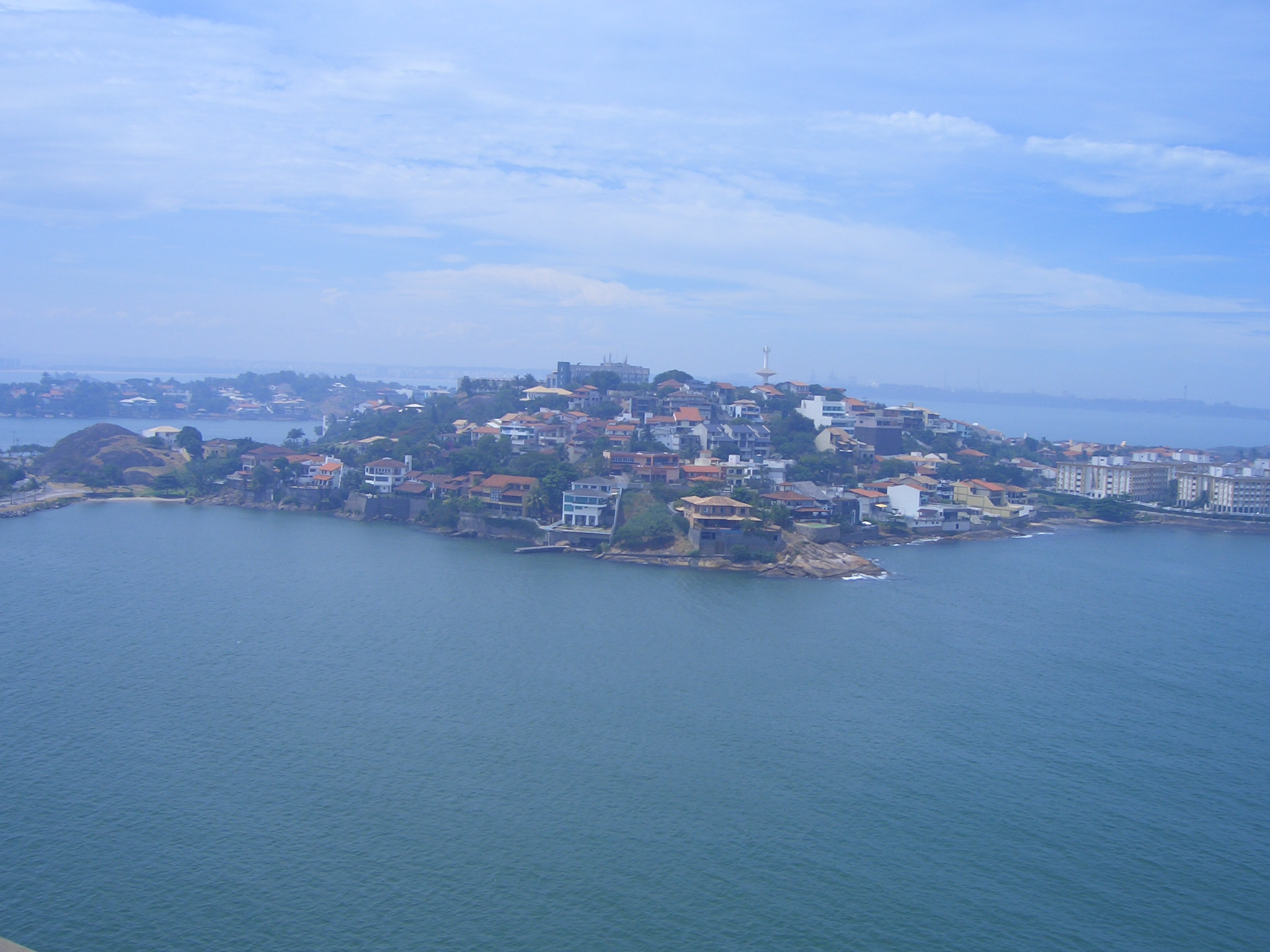
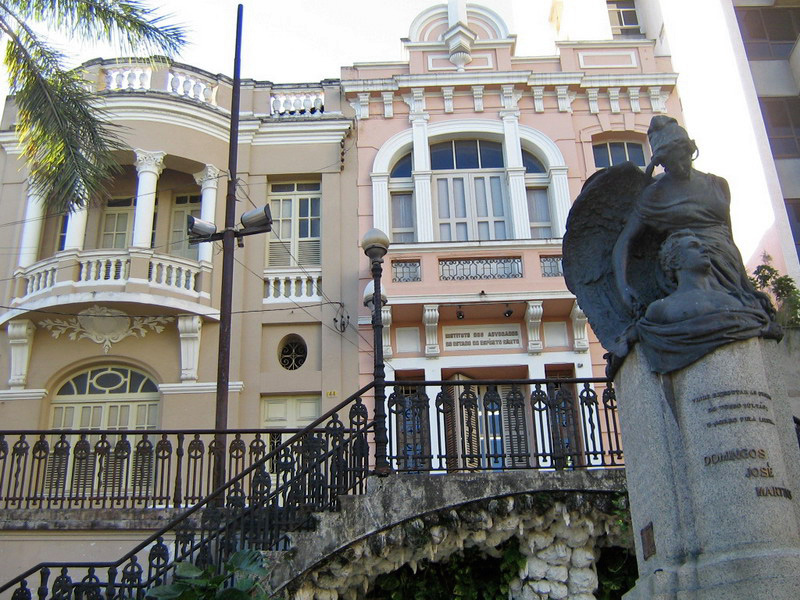
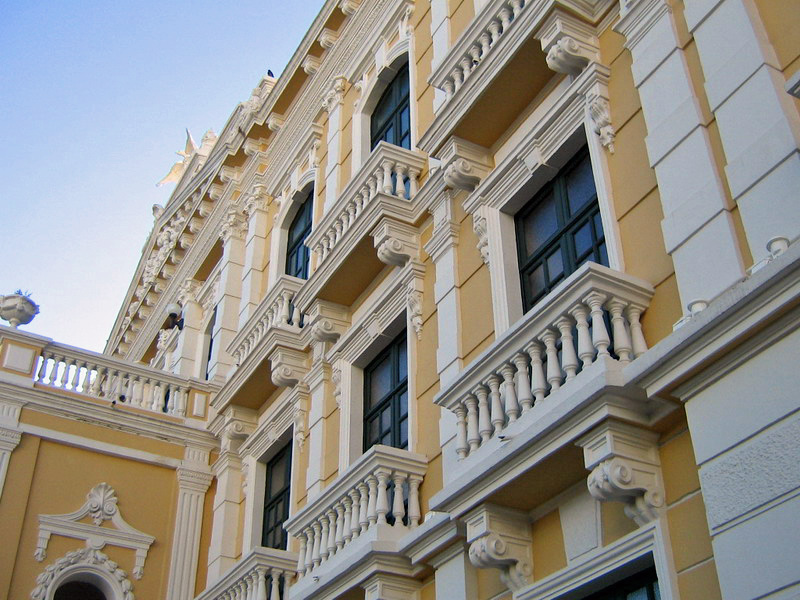